# Laczkó Mihály (sportvezető)
Laczkó Mihály (Medgyesbodzás, 1935. május 6. – 2020. november 20.) magyar vegyészmérnök, elnök-vezérigazgató, sportvezető.

## Életpályája
A Budapesti Műszaki Egyetemen 1969-ben vegyészmérnöki oklevelet, 1971-ben műszaki doktori címet szerzett. 1958-1962 között a Zsámbéki Műanyaggyárban dolgozott, majd az Iskolai Taneszközök Gyárának fejlesztőmérnöke. 1962-től munkahelye a Magyar Kábel Művek, ahol üzemmérnök, termelési osztályvezető, kutatómérnök, műszaki osztályvezető, főmérnök, műszaki igazgató beosztásokban dolgozott, majd 1985-től vezérigazgató, elnök-vezérigazgató.

## MLSZ elnök
Kettő ciklusban lehetett az MLSZ elnöke, első alkalommal 1989–1994 között, második periódusban 1996–1998 időszakban.
1994. június 9-én, a válogatott Belgium elleni 3-1-es vereségének napján a szövetségi kapitány Verebes József mellett távozott az MLSZ elnöke. Laczkó Mihály dr. 1989 óta állt a szövetség élén, elfogyasztott hat szövetségi kapitányt és indoklásként azt mondta, nincs értelme a további hadakozásnak a profi klubokat tömörítő ligával és az állami sportvezetéssel. Maga helyett 1978 és 1986 közötti elődjét, Szepesi Györgyöt ajánlotta. Ő elvállalta a jelöltséget, de jelentkeztek mások is: liga saját elnökét, Mezey Györgyöt jelölte, az edzők Genzwein Ferencet ajánlották, a közgyűlésre legtöbb tagot delegáló amatőr klubok pedig Benkő Lászlót, a Caola Rt. tulajdonosát, a Kispest-Honvéd FC elnökét jelölték.

## Sikerei, díjai
1979-ben Eötvös Loránd-díjban, 1981-ben és 1986-ban Kandó Kálmán-díjban részesült.

## Művei
- Zománchuzalok; Kábel- és Sodronykötélgyár, Bp.–Szeged, 1973